# Geraldine Peroni
Geraldine Peroni (* 5. Juli 1953 in Manhattan, New York City; † 3. August 2004 ebenda) war eine US-amerikanische Filmeditorin, die insbesondere durch ihre Zusammenarbeit mit dem Regisseur Robert Altman Bekanntheit erlangte.

## Leben
Obwohl in Manhattan geboren, wuchs Geraldine Peroni in Rockaway Beach, Queens mit ihrer Schwester Pamela und ihrem Bruder Peter auf. Im Laufe ihres jungen Lebens übte sie unterschiedlichste Berufe aus. So arbeitete sie in einem Frauenhaus, war Kellnerin, arbeitete in einer High-School und im U.S. Post Office Poughkeepsie. Außerdem war sie eine der ersten Frauen, die das schriftliche Feuerwehrexamen des New York City Fire Department 1977 bestanden. Als sie Taxis für Ann Service Company in New York City fuhr, lernte sie einen angehenden Drehbuchautoren kennen, der am Hunter College studierte und sie davon überzeugte es ihm gleichzutun. Sie schrieb sich ein und graduierte erfolgreich im Bereich Film.
Nach ihrem Studium erhielt sie 1983 erstmals die Chance für das Drama Drei Frauen in New York als Schnittassistentin arbeiten zu dürfen. Anschließend assistierte sie Sonya Polonsky in Matewan und Elizabeth Kling in Vasallen des Satans, bevor sie der Oscarpreisträgerin Thelma Schoonmaker zweimal in Die letzte Versuchung Christi und New Yorker Geschichten assistieren konnte.
Insbesondere mit dem US-amerikanischen Autorenfilmer Robert Altman verband sie eine langjährige Zusammenarbeit und tiefe Freundschaft. Nachdem er sie Ende der 1980er-Jahre nach Frankreich einlud, bot er ihr ihren ersten eigenverantwortlichen Filmschnitt in der Filmbiografie Vincent und Theo an. Es sollten sieben weitere Filme folgen, darunter Short Cuts, Prêt-à-Porter und Dr. T and the Women. Laut Altmans Aussage, war das Verhältnis zueinander auf einer tiefen Vertrauensbasis begründet, dass sie sich einander blind verstanden. (I trusted her totally with everything [...] She and I saw very much the same way – we just read each other so well.) Das ging sogar so weit, dass Altman während des Drehens oft mit dem Hintergedanken arbeitete, ob es seiner persönlichen Editorin gefiele, was er dort produziere. (It gets to the point where I could be shooting a scene and a little bird will jump into my ear and say, 'Gerri's not going to like this'.) Er vertraute so sehr auf ihr Urteil, dass sie sich beim Filmschnitt immer wieder durchsetzen konnte. So schnitt sie Szenen mit den Gaststars Patrick Swayze und Jeff Daniels in The Player heraus. Für diesen Filmschnitt wurde sie auch 1993 mit einer Oscar-Nominierung für den Besten Schnitt bedacht.
Neben ihrer 19-jährigen Mitgliedschaft der American Cinema Editors war sie vor allen Dingen dafür bekannt, dass sie noch mit alten Maschinen wie Steenbeck oder Moviola schnitt und das Erlernen der digitalen Schneidetechnik Avid verweigerte.
Am 3. August 2004 beging Geraldine Peroni, nach Angaben des Gerichtsmediziners, Suizid in ihrem Haus in Manhattan, was durch die Familie bestritten wurde. Sie verstarb während der Dreharbeiten zu Brokeback Mountain, weswegen der Rest ihrer Arbeit von ihrem ehemaligen Assistenten, dem Editor Dylan Tichenor, übernommen wurde. Beide wurden später unter anderem für einen British Academy Film Award und einen Eddie Award nominiert. Ebenfalls erhielt sie posthum einen Satellite Award.

## Filmografie (Auswahl)
- 1983: Drei Frauen in New York (Enormous Changes at the Last Minute) (Schnitt-Assistenz)
- 1987: Matewan (Schnitt-Assistenz)
- 1987: Vasallen des Satans (Salvation!: Have You Said Your Prayers Today?) (Schnitt-Assistenz)
- 1988: Die letzte Versuchung Christi (The Last Temptation of Christ) (Schnitt-Assistenz)
- 1989: New Yorker Geschichten (New York Stories) (Schnitt-Assistenz)
- 1990: Vincent und Theo (Vincent & Theo)
- 1992: The Player
- 1993: Short Cuts
- 1994: Prêt-à-Porter
- 1996: Kansas City
- 1996: Michael
- 1998: Gingerbread Man (The Gingerbread Man)
- 1999: Das schwankende Schiff (Cradle Will Rock)
- 2000: Dr. T and the Women
- 2001: The Safety of Objects
- 2002–2003: The Wire (Fernsehserie, 7 Episoden)
- 2003: The Company – Das Ensemble (The Company)
- 2005: Brokeback Mountain

## Auszeichnungen
- Oscar
  - 1993: Bester Schnitt – The Player (nominiert)

- Satellite Awards
  - 2005: Bester Schnitt – Brokeback Mountain

- British Academy Film Awards
  - 1993: Bester Schnitt – The Player (nominiert)
  - 2006: Bester Schnitt – Brokeback Mountain (nominiert)

- Eddie Awards
  - 1993: Best Edited Feature Film – The Player (nominiert)
  - 2006: Best Edited Feature Film – Brokeback Mountain (nominiert)